# Veleposlanstvo Slovačke u Washingtonu D.C.
Veleposlanstvo Slovačke u Washingtonu D.C. predstavlja diplomatsko predstavništvo Slovačke Republike u SAD-u. Nalazi se na sjeverozapadu Washingtona u diplomatskoj četvrti, u susjedstvu s austrijskim veleposlanstvom.
Trenutačni slovački veleposlanik je Radovan Javorčík.

## Vanjske poveznice
- Službena web stranica veleposlanstva